# ریتم پاییزی
ریتم پاییزی (شماره ۳۰) (به انگلیسی: Autumn Rhythm (Number 30)) نقاشی رنگ روغن در سبک اکسپرسیونیسم انتزاعی،  اثر جکسون پولاک، نقاش مشهور آمریکایی، است که در موزه متروپولیتن نیویورک نگهداری می‌شود.
موزه متروپلیتن، یک‌سال پس از مرگ جکسون پولاک، یعنی در سال ۱۹۵۷، تابلو را به بهای بی‌سابقه‌ای خریداری کرد.